# Babbar Khalsa
Babbar Khalsa (Punjabi: ਬੱਬਰ ਖ਼ਾਲਸਾ) is een samenwerkingsverband van Sikhorganisaties, die streven naar een onafhankelijke Sikhstaat. Babbar Khalsa is vooral actief in India en Pakistan, maar de organisatie van activiteiten vindt meestal elders plaats – onder andere in Groot-Brittannië en Canada – door de internationale tak van Babbar Khalsa.
Babbar Khalsa wordt gezien als terroristische organisatie in Groot-Brittannië, de Europese Unie, Canada en India.

## Geschiedenis
De naam Babbar Khalsa is ontleend aan de Babbar Akali Movement uit 1920 die zich verzette tegen de Engelse overheersing van India. De hedendaagse Babbar Khalsa beweging ontstond in 1978, nadat tijdens de feestdag Vaisakhi 13 Sikhs zonder enige aanleiding werden gedood. Babbar Khalsa werd opgericht door Sukhdev Singh Babbar, Mehal Singh Babbar en Amarjit Kaur. Het oorspronkelijke doel van Babbar Khalsa was het wreken van de doden. Babbar Khalsa was vooral actief in de jaren '70 en '80 van de 20ste eeuw, in die periode verschoof het doel van de organisatie naar het stichten van een eigen staat. Deze staat zou Khalistan moeten heten: het Land der Zuiveren. Khalistan zou moeten bestaan uit het Indiase deel van Punjab en de Punjabi sprekende delen van Haryana, Himachal Pradesh en Rajasthan. In de Punjab wonen de meeste Sikhs. Op 7 oktober riepen de Sikhs (waaronder aanhangers van Babbar Khalsa) de onafhankelijkheid van Khalistan in Punjab uit, maar de onafhankelijkheidsverklaring had geen succes. Naar schatting kwamen tussen 1984 en 1992 250.000 Sikhs om het leven in hun strijd tegen het Indiase leger. Babbar Khalsa bedient zich - om haar doel te bereiken - van gewapende aanvallen, ontvoeringen en moord- en bomaanslagen. Babbar Khalsa wordt financieel gesteund door Sikhs die in het Westen wonen.
In de jaren 80 en het begin van de jaren '90 werd de organisatie zwakker. Tevens werden er enkele belangrijke leiders omgebracht, waaronder oprichter Sukhdev Singh Babbar (gedood op 9 augustus 1992) en Talwinder Singh Parmar (gedood op 15 oktober 1992). Talwinder Singh Pamar was sinds 1981 de leider van de internationale tak van Babbar Khalsa. De dood van Pamar is omstreden omdat hij overleed tijdens gevangenschap. Na 1992 bleef Babbar Khalsa actief maar minder hevig dan tevoren. Aanslagen vinden nog steeds plaats, vooral in Punjab, maar de organisatie van activiteiten is verplaatst naar de Verenigde Staten, Canada, Pakistan en Europa. De huidige leider van Babbar Khalsa is Wadhawa Singh Babbar.